# 友都八喜
友都八喜（日语： Yodobashi kamera */?，Yodobashi Camera）是日本一家大型連鎖量販店，主要銷售家電、電腦、相機、攝影等3C產品，品項超過85萬個，在日本零售業中，單店銷售額與單人銷售額均為日本第一。截至2017年7月現在，在日本各地共有23個店鋪，因全數設於各地公共交通樞紐附近，在日本零售業界素以「Rail Side戰略」的展店策略而著稱。
友都八喜的日語原名意為「淀橋相機」，來自創業地新宿西口的舊稱「淀橋」。原無正式中文譯名，2008年因應北京奧運的舉行而推出面向中國大陸市場的中文名稱“友都八喜”，乃音譯自品牌簡稱「Yodobashi」（ヨドバシ），此名亦為淀橋的片假名拼寫名稱。

## 概要

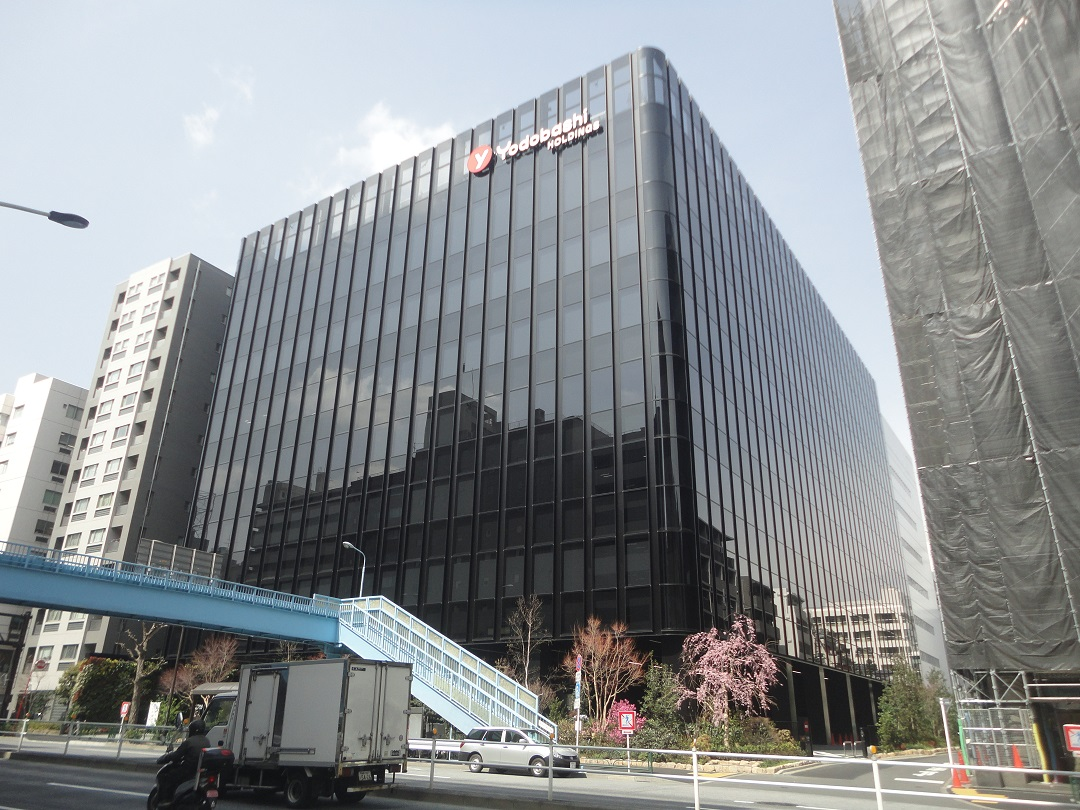
位於東京新宿·東京厚生年金會館原址的友都八喜總部大樓，於2019年3月啟用

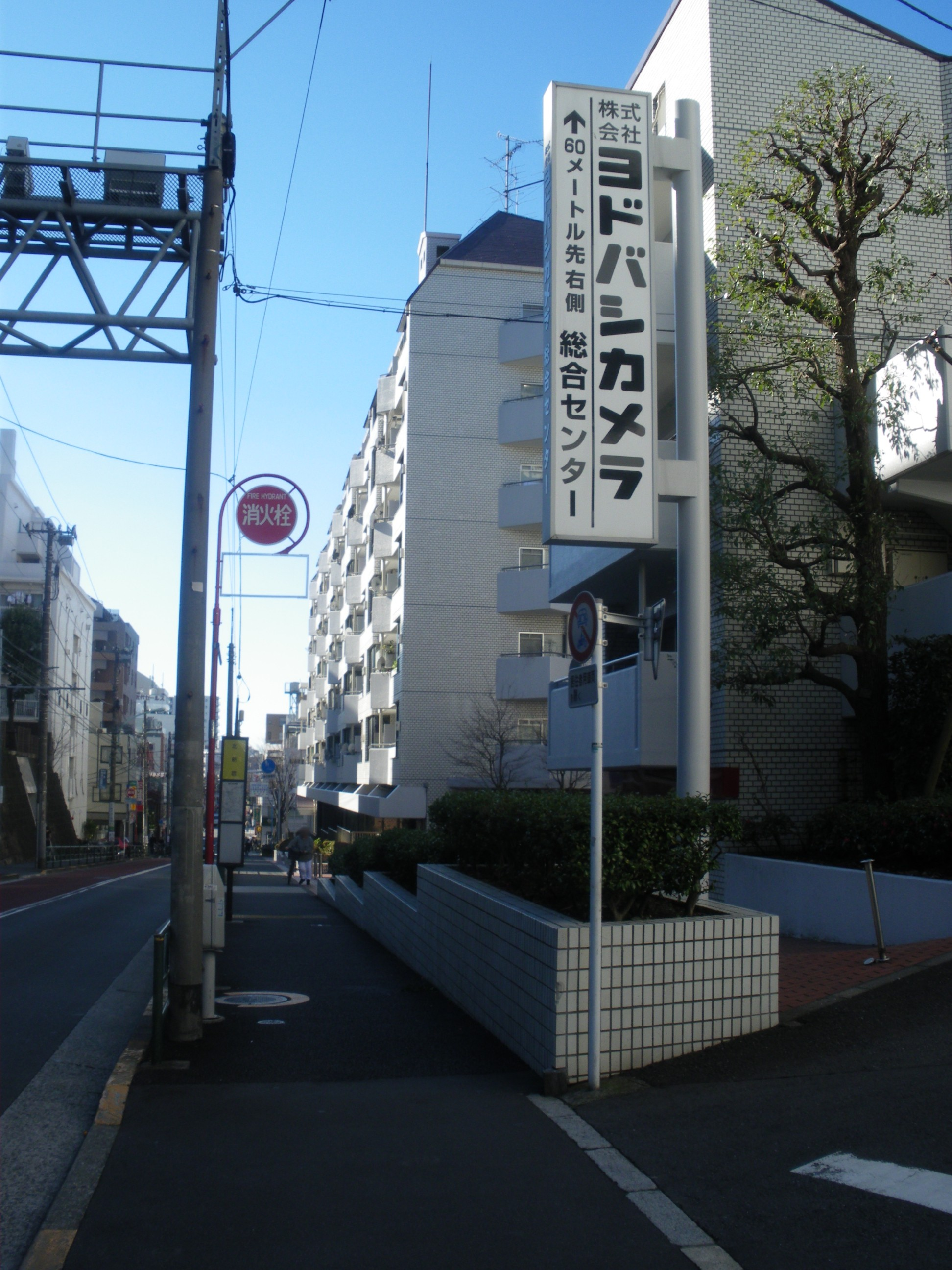
隱身東京北新宿住宅區內的友都八喜舊總部大樓

友都八喜在1960年由藤澤昭和成立，創業當初名叫“藤澤照相商會”，以販售照相機和攝影相關用品為主；7年後更名為“淀橋照相商會”；又7年後再次更名為以片假名拼寫的「Yodobashi Camera」（ヨドバシカメラ）。最早的店面形態（新宿、上野、橫濱）即是設置於交通便利的車站附近，位於較小型的建築物中，採取開放式入口形式，商店樓層內同時陳列大量商品，並以低廉的價格販售，還搭配容易記住的電視廣告歌曲。當時在店鋪宣傳上主打「新宿西口」，希望不知道地點的顧客也能輕易抵達店內消費。當時的照相機售價高昂，一台約需花費數十萬日元，屬於高級的奢侈品；而友都八喜的售價較市面上的一般店舖便宜約數萬元，再加上因店內陳列大量商品容易比價，友都八喜開始在消費者之間受到歡迎。
之後，友都八喜開始販售家電、電視等視聽產品。到了1990年代，隨著電腦、網路開始普及，店內也增加販售這一類的商品。為了繼續維持同時陳列大量商品，新開店舖的面積比起當初要增加許多。
最近友都八喜強化了「站前立地」的開店策略，在車站複合式建築、高架鐵道下的店舖、百貨公司大樓中開設店面，此外購買再開發用地建設大型的專屬建築。例如在日本國鐵大阪鐵道管理局舊址開設的大阪梅田店、東京秋葉原電器街的秋葉原店、三越百貨大樓經過半年改裝後開幕的橫濱店，此外也在附近沒有任何商業設施的福岡博多站新幹線口（筑紫口）開設了博多店。
相對於一些連鎖店業者採用在郊區重要道路旁展店的「Road Side店鋪」策略，友都八喜主要在都市的大型鐵路車站前開設據點，這樣的營銷策略稱為「Rail Side戰略」（レールサイド戦略）。友都八喜可謂「Rail Side戰略」成功的代表。

## 廣告

### 友都八喜之歌
友都八喜開業至今均使用《共和國戰歌》作為其廣告及店內廣播的背景音樂，歌詞則換上藤澤昭和填詞的版本，稱為「友都八喜之歌」。而每家分店的歌詞均根據途經的鐵路路線修改。

## 友都八喜與中國大陸
友都八喜於1970年代開通店內多語種廣播，為日本最早提供中文廣播和服務的店家。
友都八喜是最早引入銀聯卡系統的日本商家之一，2008年月均刷銀聯卡消費額在1億日元，成為中國大陸遊客日本購物的主要目的地。近年爲了滿足外國遊客一站購齊的需求，增設了高級箱包、化妝品等櫃檯。除了中文廣播以外，友都八喜的中文標識、購物手冊、護照免稅櫃檯等也配備的比較齊全，中國大陸遊客光顧較多的門店還配有多名中國籍或通中文的店員。
2008年8月8日，伴隨北京奧運會的開幕，總經理藤澤昭和攜醞釀已久的公司中文名稱前往中國大陸祝賀，“友都八喜”隨獲正式啟用。

## 店鋪一覽
- 東京都：新宿西口本店、新宿東口店、秋葉原店、上野店、吉祥寺店、町田店、錦糸町店、八王子店
- 神奈川縣：橫濱店、川崎店、京急川崎奧特萊斯、京急上大岡店
- 千葉縣：千葉店
- 栃木縣：宇都宫店
- 愛知縣：名古屋松坂屋店
- 大阪府：梅田店
- 京都府: 京都店
- 福岡縣：博多店
- 北海道：札幌店
- 宮城縣：仙台店
- 福島縣：郡山站前店
- 新潟縣：新潟店

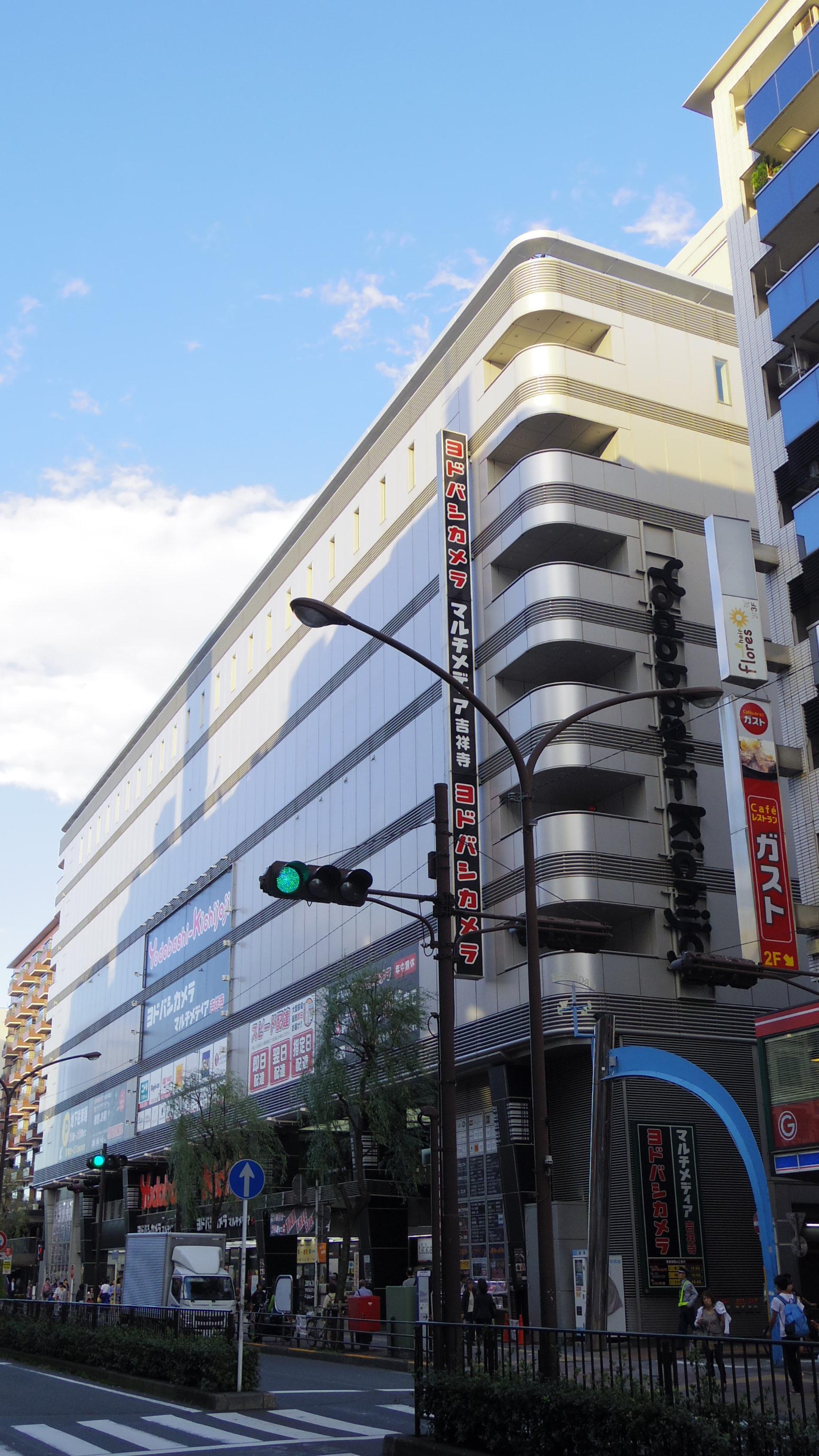
多媒體吉祥寺
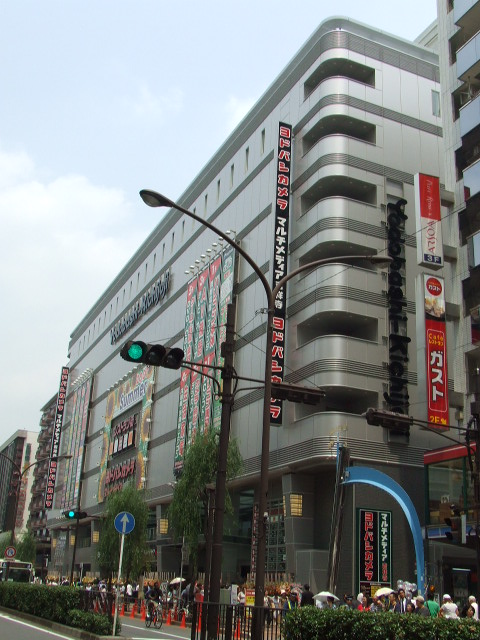
吉祥寺店
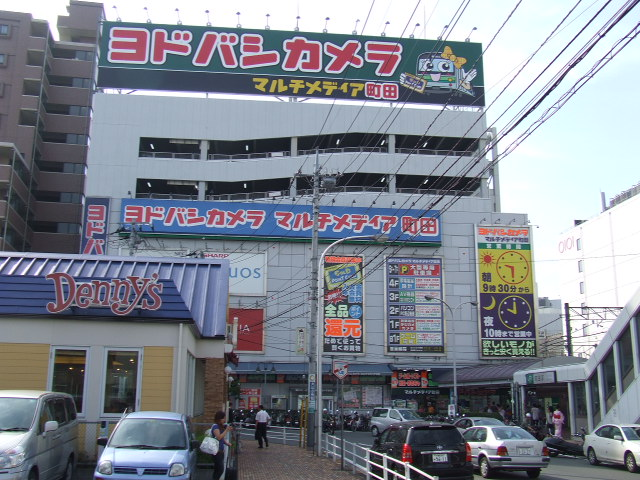
町田店
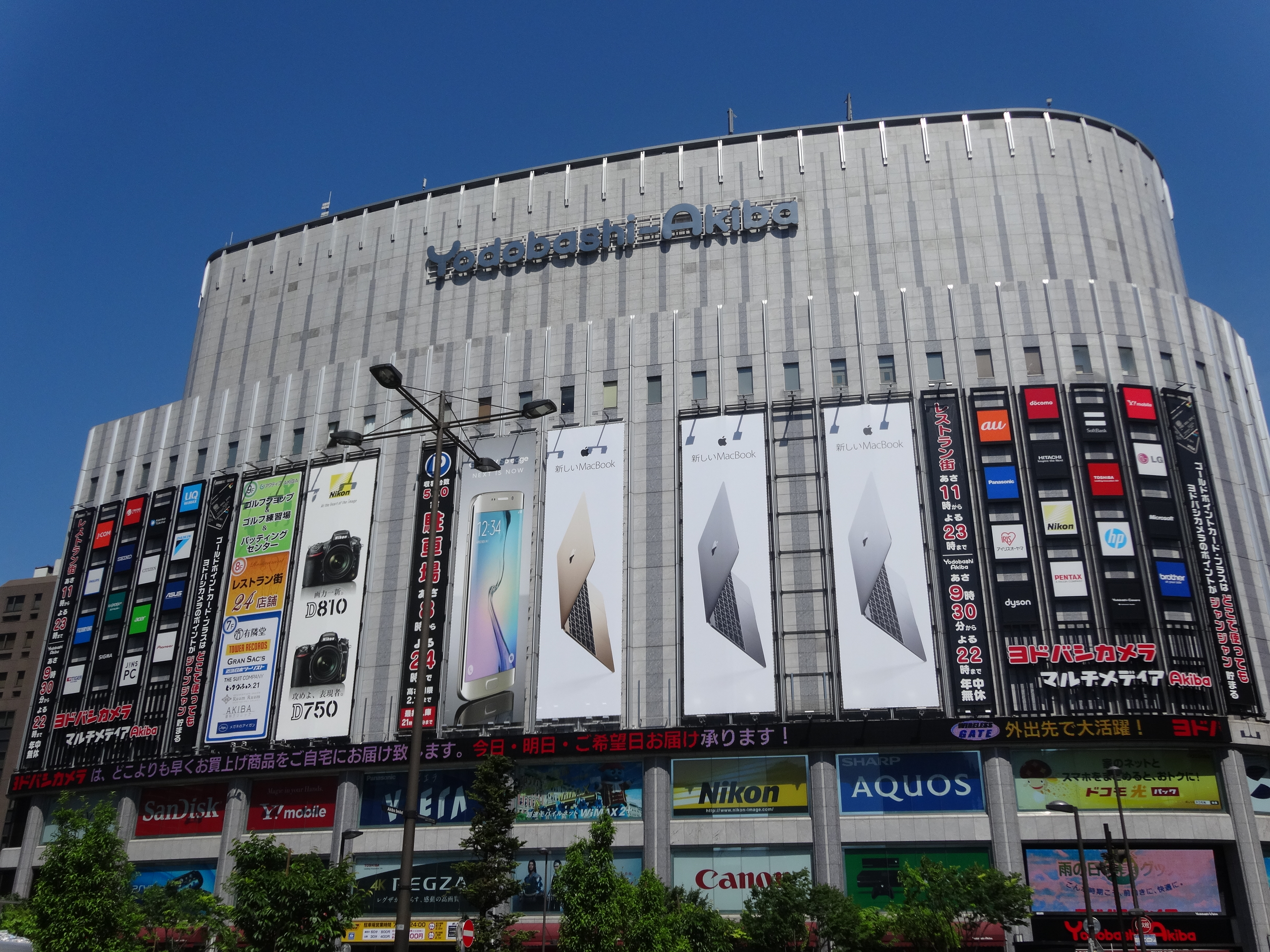
多媒體Akiba（秋葉原旗艦店（日语：ヨドバシAkiba））
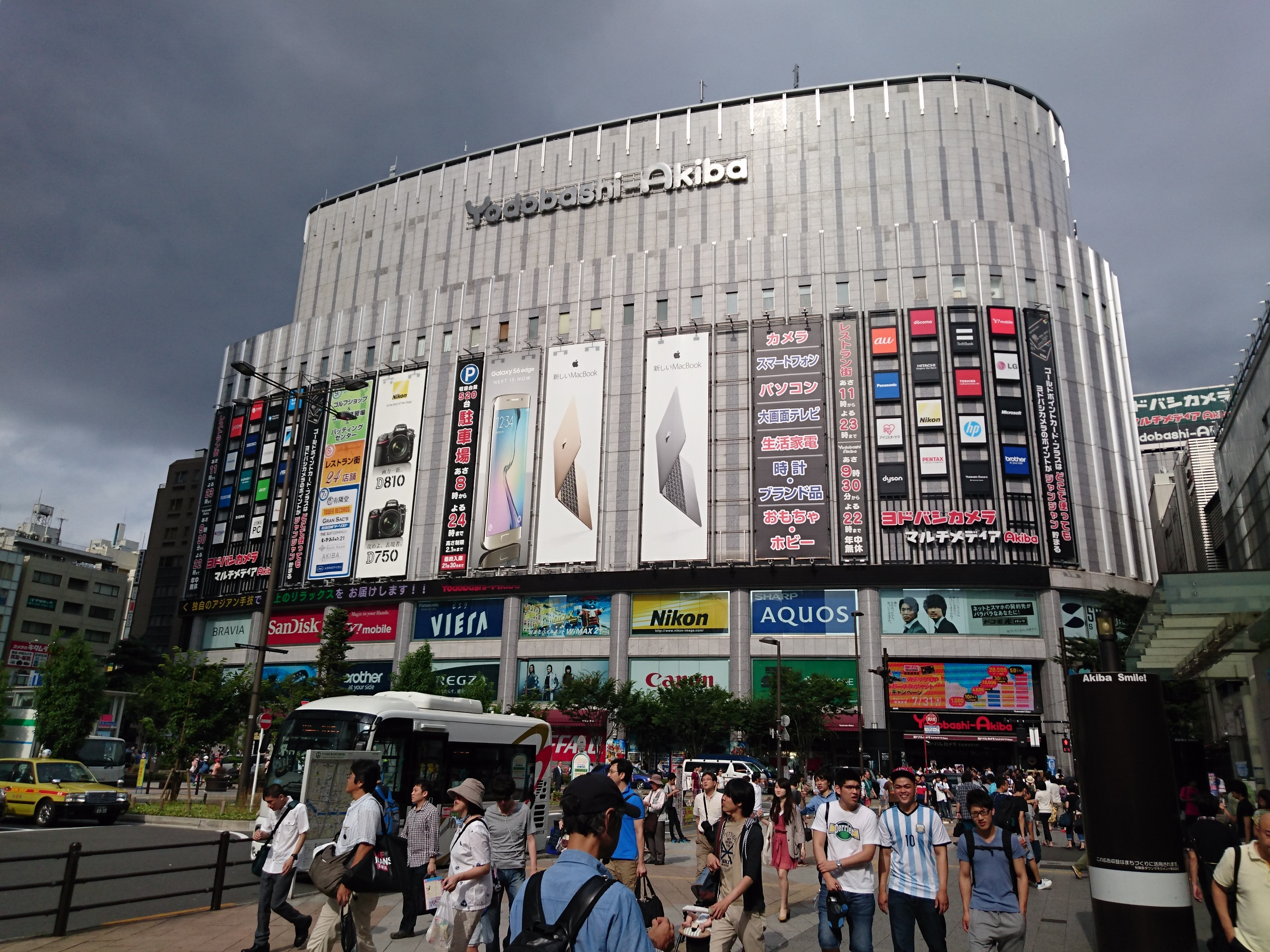
Yodobashi-Akiba（秋葉原旗艦店）
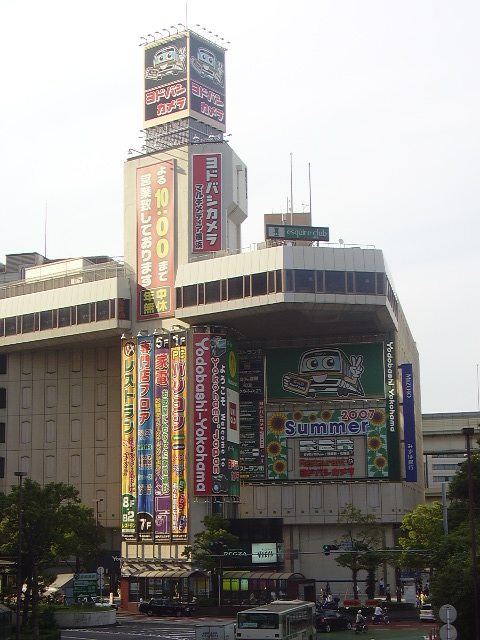
多媒體橫濱
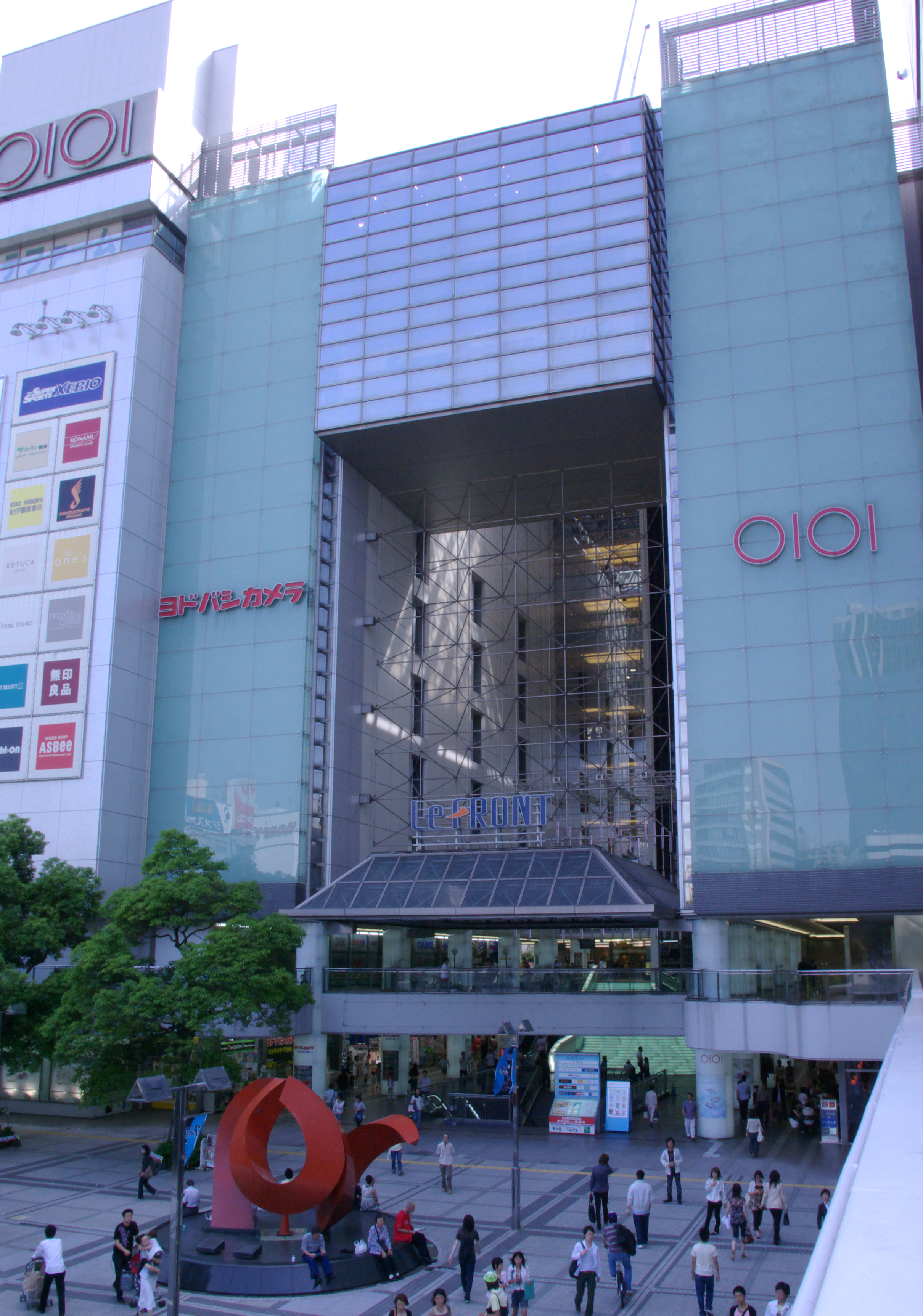
多媒體川崎
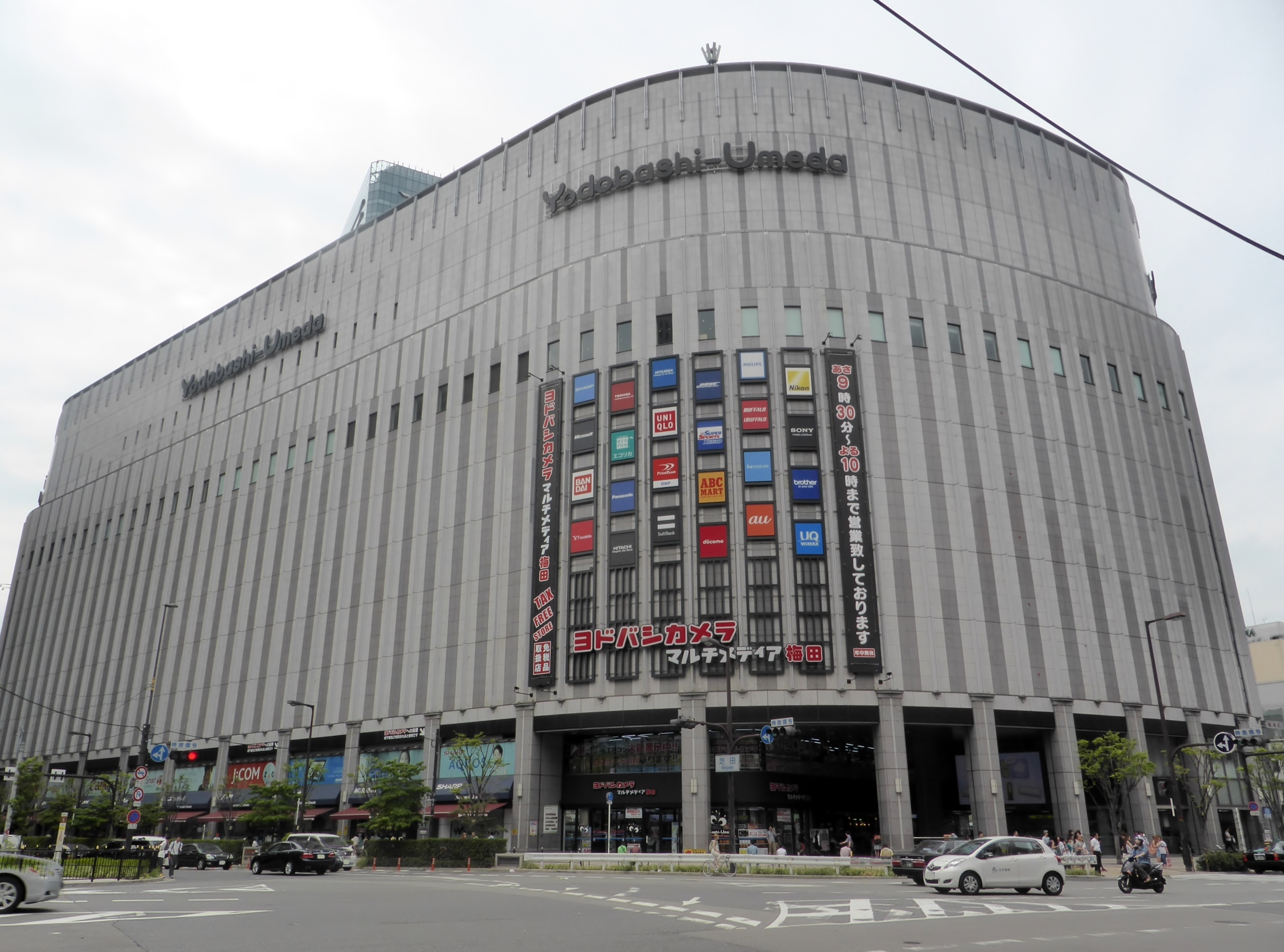
多媒體梅田（梅田旗艦店（日语：ヨドバシ梅田））
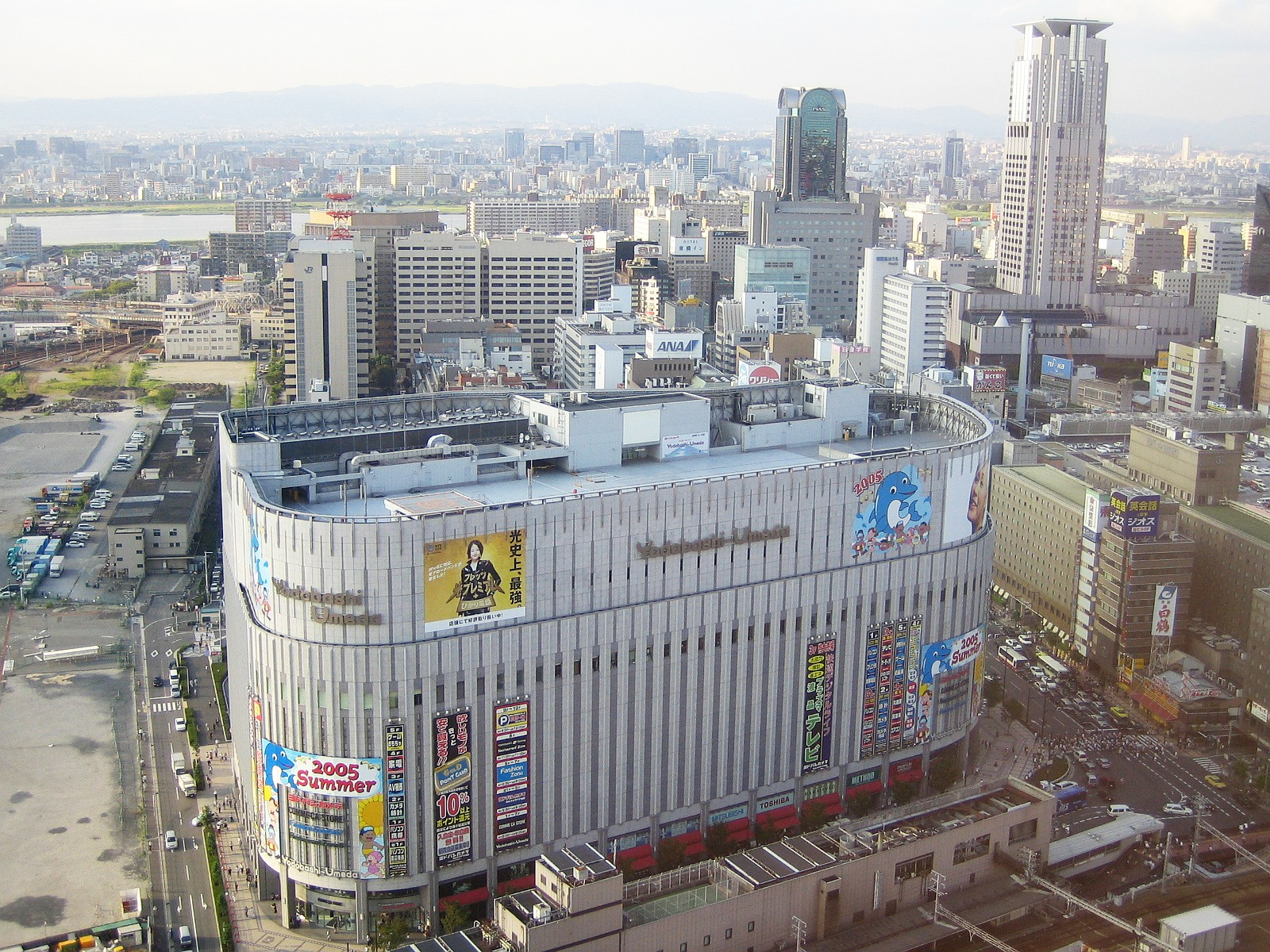
Yodobashi-Umeda（日语：ヨドバシ梅田）（梅田旗艦店）
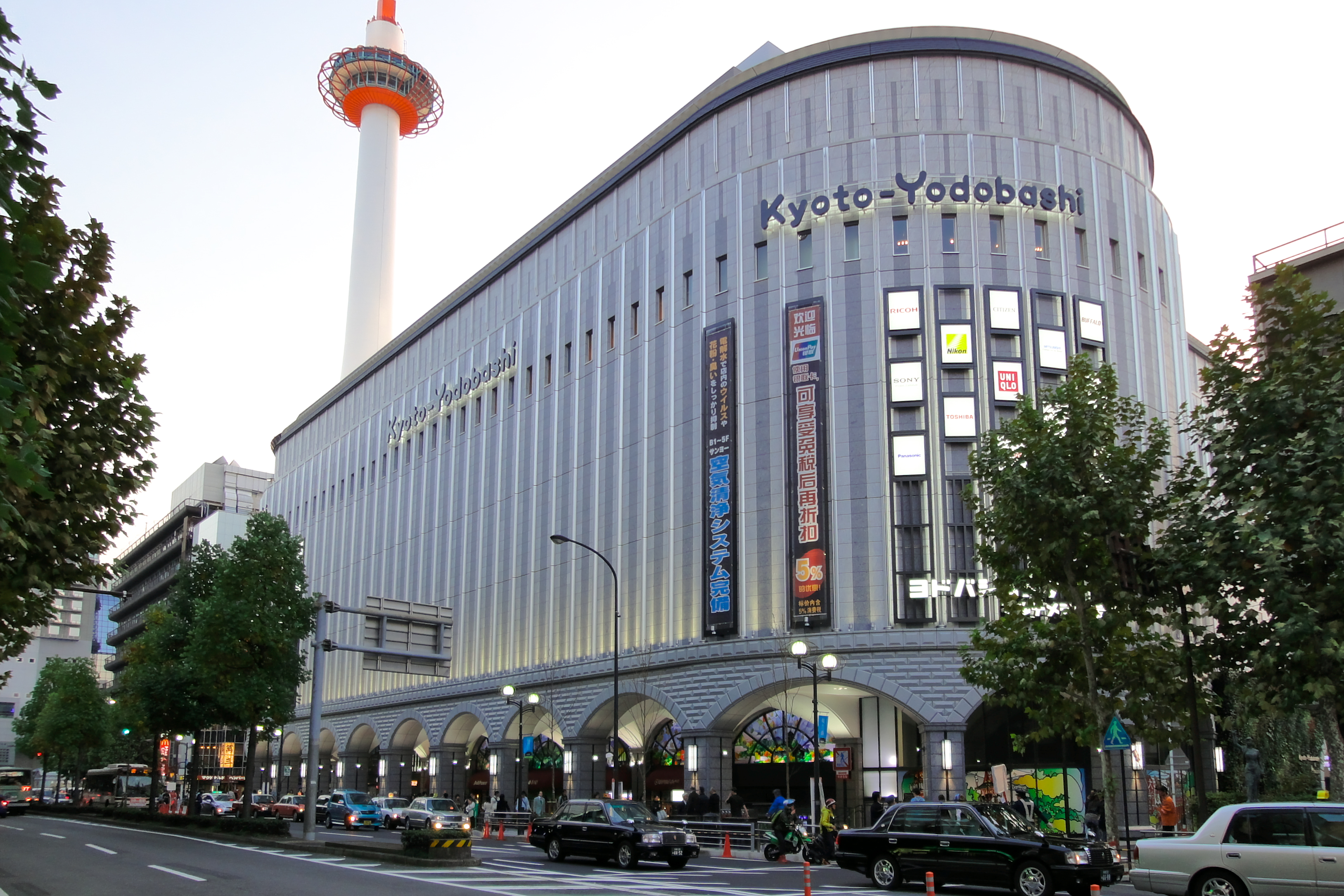
多媒體京都
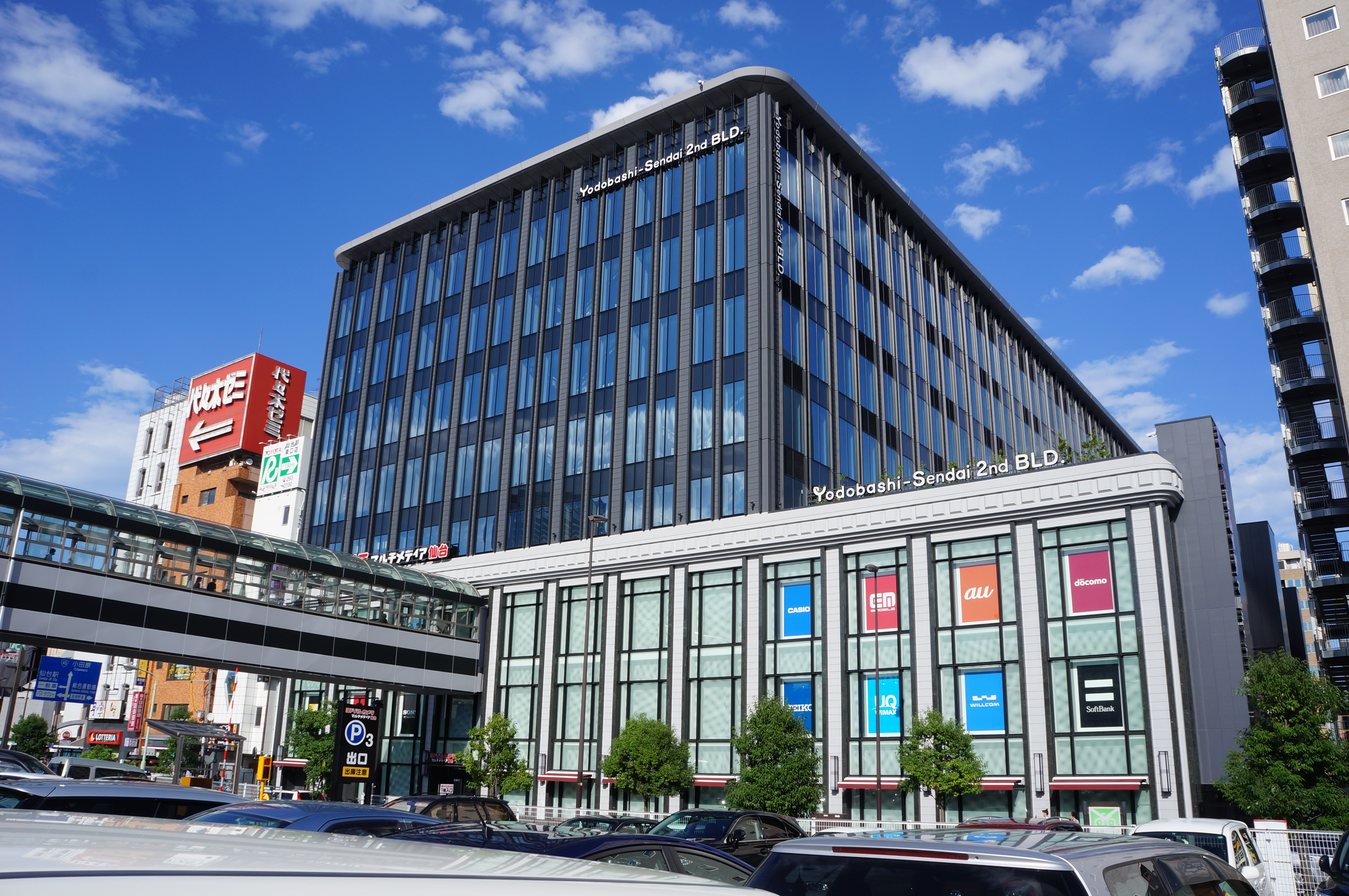
多媒體仙台（臨時店）
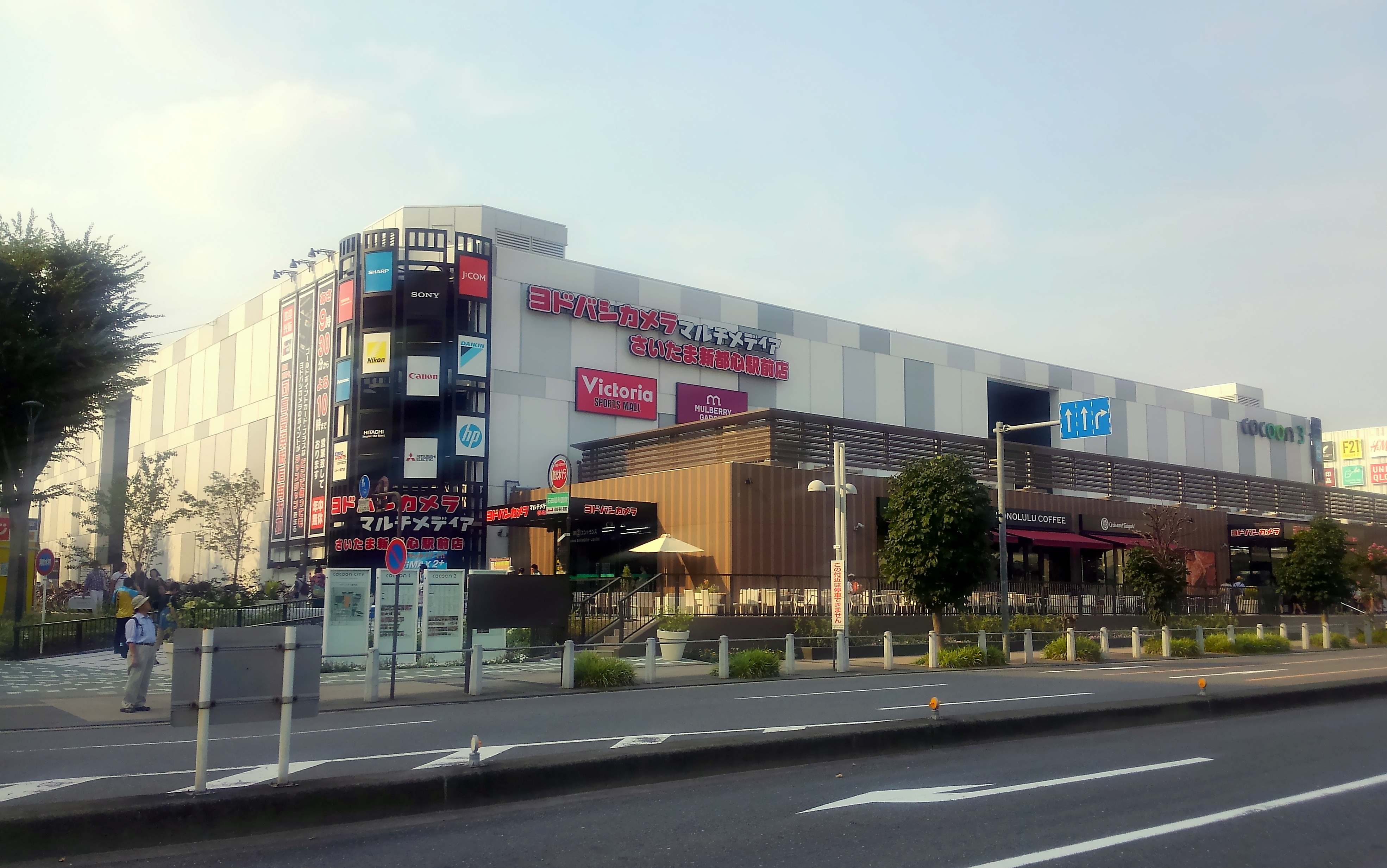
多媒體埼玉新都心站前
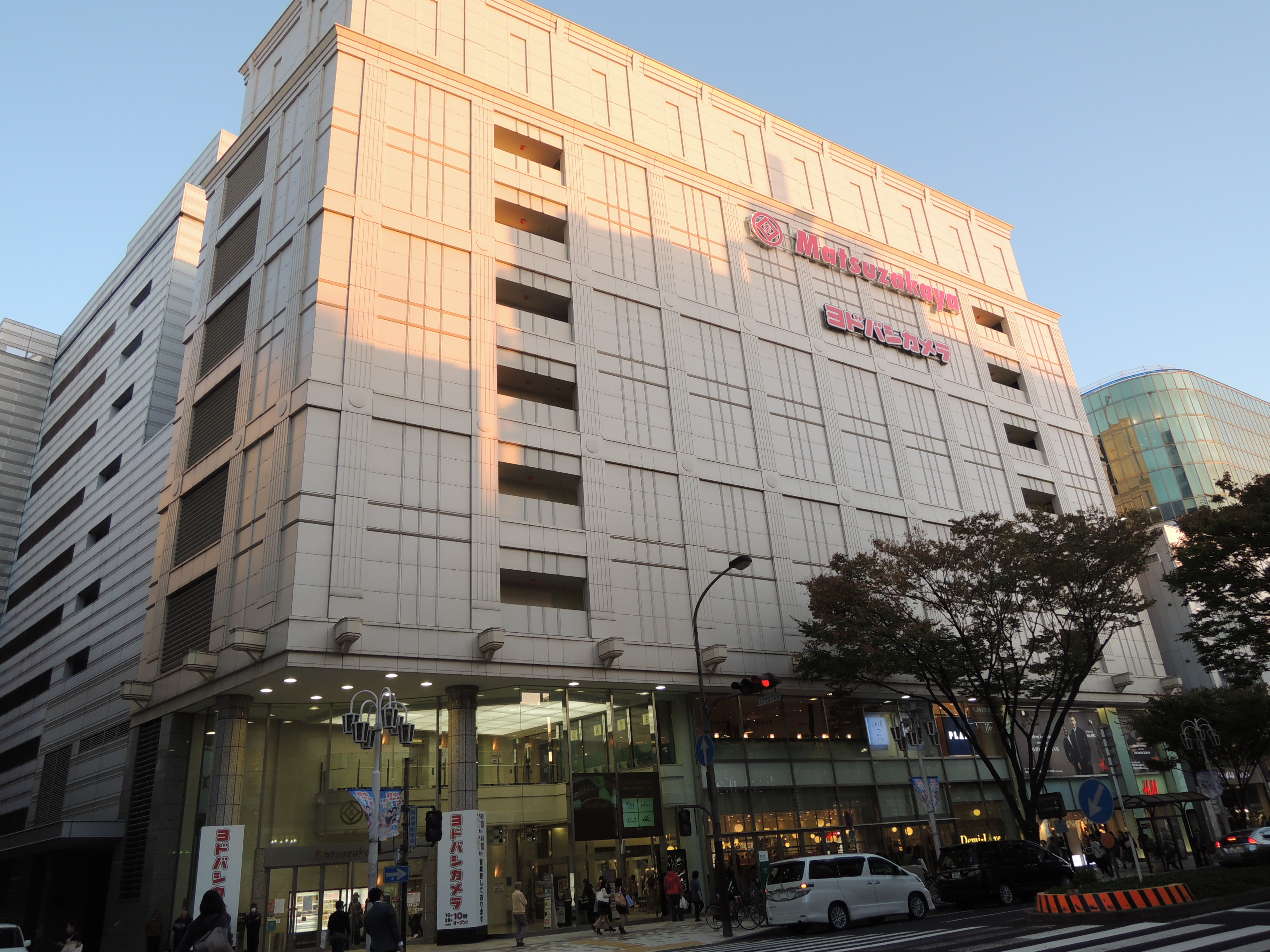
多媒體名古屋松坂屋

## 外部連結
- 友都八喜線上購物網站（页面存档备份，存于） （日語）
- 友都八喜企業網站（页面存档备份，存于） （日語）